# Elecciones regionales de Venezuela de 1995
Las elecciones regionales de Venezuela de 1995 se realizaron el 3 de diciembre. Fueron las terceras elecciones de su tipo para definir a los gobernadores de cada estado.

## Gobernadores elegidos
| Estado        | Gobernador electo        | Partido/Alianza                                 | %     |
| ------------- | ------------------------ | ----------------------------------------------- | ----- |
| Amazonas      | José Bernabé Gutiérrez   | AD/MAS/ORA/URD/GE                               | 48,57 |
| Anzoátegui    | Dennis Balza             | AD/ORA/OPINA                                    | 38,66 |
| Apure         | José Gregorio Montilla   | AD/ORA                                          | 60,77 |
| Aragua        | Didalco Bolívar          | MAS/Copei/PCV/MEP/URD/OPINA                     | 48,93 |
| Barinas       | Rafael Rosales Peña      | AD/ORA                                          | 52,11 |
| Bolívar       | Jorge Carvajal           | AD/Convergencia/ORA/URD/MEP                     | 49,41 |
| Carabobo      | Henrique Salas Feo       | PC/MIN/MEP                                      | 40,64 |
| Cojedes       | Alberto Galíndez         | AD/MIN/URD                                      | 45,39 |
| Delta Amacuro | Emeri Mata               | AD/Copei/MERI/ORA/MEP/OPINA                     | 52,17 |
| Falcón        | José Curiel              | Copei/OPINA                                     | 37,83 |
| Guárico       | Rafael Emilio Silveira   | AD                                              | 46,69 |
| Lara          | Orlando Fernández Medina | MAS/Convergencia/MEP/MIN                        | 50,36 |
| Mérida        | William Dávila           | AD/ORA                                          | 52,12 |
| Miranda       | Enrique Mendoza          | Copei/Chacao 92/Otros                           | 43,91 |
| Monagas       | Luis Eduardo Martínez    | AD/URD/ORA/OPINA                                | 48,34 |
| Nueva Esparta | Rafael Tovar             | Copei/Convergencia/MAS/GE/URD/PCV/MEP           | 48,25 |
| Portuguesa    | Iván Colmenares          | MAS/Copei/Convergencia/PCV/URD/MEP              | 52,74 |
| Sucre         | Ramón Martínez           | MAS/Copei/Convergencia/MEP/URD/PCV/MIN/GE/OPINA | 58,38 |
| Táchira       | Ricardo Méndez Moreno    | AD/ORA                                          | 37,27 |
| Trujillo      | Luis González            | AD/ORA/OPINA                                    | 39,07 |
| Yaracuy       | Eduardo Lapi             | Convergencia/MAS/URD/MEP                        | 45,77 |
| Zulia         | Francisco Arias Cárdenas | LCR                                             | 30,45 |

## Resultados nacionales por partido político
| Partido                  | Votos     | %      | Gobernaciones | Alcaldías | Diputados |
| ------------------------ | --------- | ------ | ------------- | --------- | --------- |
| Acción Democrática       | 1 552 815 | 34,51% | 12/22         | 194/330   | 153/373   |
| COPEI                    | 956 737   | 21,26% | 3/22          | 93/330    | 97/373    |
| La Causa Radical         | 571 734   | 12,71% | 1/22          | 7/330     | 34/373    |
| Movimiento al Socialismo | 471 614   | 10,48% | 4/22          | 15/330    | 32/373    |
| Convergencia             | 388 842   | 8,64%  | 1/22          | 13/330    | 36/373    |